# Oedaleus nadiae
Oedaleus nadiae är en insektsart som beskrevs av Ritchie, J.M. 1981. Oedaleus nadiae ingår i släktet Oedaleus och familjen gräshoppor. Inga underarter finns listade i Catalogue of Life.